# Kaliumthiocyanat
Kaliumthiocyanat (KSCN, auch: Kaliumrhodanid) ist ein Salz der Thiocyansäure (Rhodanwasserstoffsäure).

## Eigenschaften
Kaliumthiocyanat besteht bei Raumtemperatur aus Kristallen, die an der Luft langsam zerfließen. Es löst sich sehr gut in Wasser, wobei die Lösung stark abkühlt. Die Schmelztemperatur beträgt etwa 175 °C. Die Kristalle sind in Ethanol und Aceton gut löslich.

## Herstellung
Die Herstellung von Kaliumthiocyanat kann durch Zusammenschmelzen von Kaliumcyanid und Schwefel oder aus Kalilauge und Ammoniumthiocyanat erfolgen. Letzteres erhält man aus Schwefelkohlenstoff und Ammoniak unter Druck und erhöhter Temperatur:
{\displaystyle \mathrm {CS_{2}+2\ NH_{3}\longrightarrow NH_{4}SCN+H_{2}S} }

## Verwendung
Kaliumthiocyanat dient als Nachweismittel für in wässrigen Lösungen vorliegende Fe3+-Ionen. Die Nachweisreaktion beruht auf der Bildung von Eisen(III)-thiocyanat, Fe(SCN)3, das in wässriger Lösung blutrot ist:
{\displaystyle \mathrm {Fe^{3+}+3\ SCN^{-}+3\ H_{2}O\longrightarrow [Fe(SCN)_{3}(H_{2}O)_{3}]} }
Eisen(III)-Ionen und Thiocyanat-Ionen reagieren in einem wässrigen Milieu zum blutroten Eisen(III)-komplex.
Kaliumthiocyanat kann auch als Nachweisreagenz für Kupfer(II)-ionen dienen. Dazu werden Kupfer(II)-ionen mit Natriumsulfitlösung zu Kupfer(I)-ionen reduziert, die mit Thiocyanat einen farblosen Niederschlag bilden:
{\displaystyle \mathrm {2\ Cu^{2+}+\ SO_{3}^{2-}+3\ H_{2}O\longrightarrow SO_{4}^{2-}+2\ H_{3}O^{+}\ +2\ Cu^{+}} }
{\displaystyle \mathrm {Cu^{+}+\ SCN^{-}\longrightarrow CuSCN_{(s)}} }
Das Kupfer(I)-thiocyanat ist als farbloser Niederschlag erkennbar 

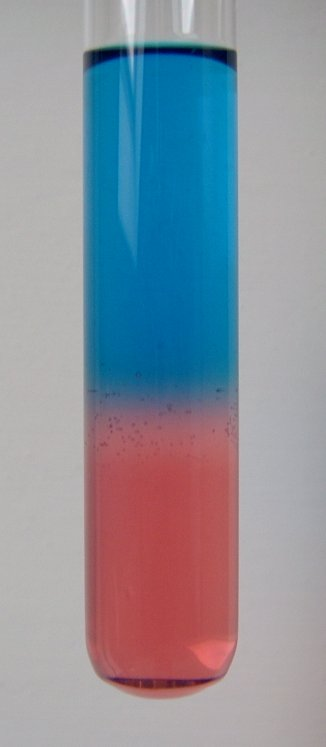
Cobalt(II)-thiocyanat aus Cobalt(II)-chlorid und Kaliumthiocyanat (oben in Aceton, unten in Wasser)

Ebenso lassen sich Cobalt(II)-ionen mit Kaliumthiocyanat nachweisen. Hierbei entsteht in Wasser rotviolettes Cobalt(II)-thiocyanat, das bei Zugabe von Alkoholen oder Aceton blau wird.
{\displaystyle \mathrm {Co^{2+}+2\ SCN^{-}\longrightarrow Co(SCN)_{2}} }
Des Weiteren lässt sich der Chloridgehalt einer salpetersauren Lösung mit einer Kaliumthiocyanat-Maßlösung in der Methode nach Volhard bestimmen. Dabei handelt es sich um eine Rücktitration. Im ersten Schritt werden die Chloridionen mit einem definierten Überschuss an Silbernitrat als Silberchlorid ausgefällt. Im zweiten Schritt werden dann die überschüssigen Silberionen gegen Kaliumthiocyanat titriert. Als Indikator werden Fe3+-Ionen verwendet:
{\displaystyle \mathrm {Cl^{-}+Ag^{+}\longrightarrow AgCl\downarrow } }
{\displaystyle \mathrm {Ag^{+}+SCN^{-}\longrightarrow AgSCN\downarrow } }
{\displaystyle \mathrm {Fe^{3+}+3\ SCN^{-}\longrightarrow Fe(SCN)_{3}} }
Das Eisen(III)-thiocyanat bildet in wässriger Lösung oktaedrische Komplexe, die die Lösung tiefrot färben.
Weitere Anwendungszwecke sind die Herstellung von Kältemischungen, Schädlingsbekämpfungsmitteln, Kunststoffen und Metallbeizen. Außerdem dient es in der Analogfotografie zum Tönen von Bildern.